# Дівчина-павук
Дівчина-павук (англ. англ. Spider-Girl), вона ж Мей Паркер (англ. May Parker), більш відома як Мейдей Паркер, і Дівчинка-павук, (англ. Mayday Parker) — вигаданий персонаж всесвіту «MC2», супергероїня з коміксів американського видавництва «Marvel Comics». Персонаж був створений Томом Дефалко і Роном Френці і вперше з'явився в лютому 1998 року в 105-му випуску 2-го тому коміксу «What If …?». Дівчина-павук — дочка Пітера Паркера і Мері Джейн Уотсон з альтернативної всесвіту, названа на честь тітки Мей.
Після свого успішного дебюту персонаж отримав окрему серію коміксів, яка продовжувала випускатися до 100 випуску і стала найтривалішою серією коміксів від видавництва «Marvel» про супергероя з дівчиною в головній ролі.

## Історія публікацій
Дівчина-павук вперше з'явилася в одиночній історії в 105-му випуску 2-го тому коміксу «What If …?», що вийшов в лютому 1998 року. Випуск був добре прийнятий фанатами, в результаті чого була запущена окрема серія коміксів про персонажа — «Spider-Girl», перший випуск якої вийшов в жовтні 1998 року під імпринт «MC2».
Після гарного старту продажа коміксу стала падати. «Marvel» кілька разів заявляла про можливе припинення серії, однак відгуки фанатів і хороші продажі передрукованих коміксів, виданих в книжковому форматі з м'якою обкладинкою, вплинули на позицію компанії, і серія була продовжена.
Серія проіснувала до 100 випуску і була закінчена. У жовтні 2006 року вона зазнала перезапуску й отримала назву «англ. The Amazing Spider-Girl», названа на честь першої серій коміксів її батька «англ. The Amazing Spider-Man».
11 жовтня 2008 року Том Дефалко анонсував те, що серія The Amazing Spider-Girl буде закінчена на 30 випуску, а також повідомив те, що через любов компанії до персонажу, Дівчина-павук швидше за все буде з'являтися в журналі Amazing Spider-Man Family. 8 листопада 2008 року Джо Кесада підтвердив, що комікси про Дівчині-павука будуть з'являтися в щомісячному Amazing Spider-Man Family.
18 березня 2009 року Marvel оголосила про те, що історії про Дівчину-павука будуть публікуватися як Spectacular Spider-Girl, в цифровому коміксі, який буде випускатися через Digital Comics Unlimited. Матеріал з цифрових коміксів продовжили випускати з 5 по 8 випуски Amazing Spider-Man Family, після чого журнал був закритий.
Нові історії з циклу Spectacular Spider-Girl продовжили випускати в 2-му томі серії коміксів Web of Spider-Man (рос. Паутина Человека-паука). Було видано 7 випусків з історіями про Дівчині-павука, після чого вона з'явилася у власній міні-серії коміксів Spectacular Spider-Girl з 4 випусків. Після цього в жовтні 2010 року була випущена остання історія в форматі спецвипуску про Дівчину-павука — Spider-Girl: The End.